# Bracon zimini
Bracon zimini är en stekelart som först beskrevs av Shestakov 1932.  Bracon zimini ingår i släktet Bracon och familjen bracksteklar. Inga underarter finns listade.